# Abdullo Tangriyev
Abdullo Tangriyev, född den 28 mars 1981 i Surchan-Darja, Sovjetunionen, är en uzbekisk judoutövare.
Han tog OS-silver i herrarnas tungvikt i samband med de olympiska judotävlingarna 2008 i Peking.